# Subaru Impreza
A Subaru Impreza a japán Subaru autógyár 1989-től gyártott kompakt modellje, amellyel a Subaru a Leone modellt váltotta egy újabb motorcsaláddal egyetemben.
Már negyedik generációjában jár a márka, melyekben 4 ajtós szedán, 5 ajtós ferde hátú/kombi, illetve 1995 és 2000 között kupé változatot is gyártottak. Az alapverziók 1.5-től 2.5 literes, úgynevezett "boxer" motorral voltak felszerelve. Az Impreza WRX és WRX STI teljesítmény-orientált modelljei pedig erősebb turbofeltöltővel voltak felszerelve. A harmadik generáció óta a piacon a Subaru WRX a nagyteljesítményű verziókat jelenti. Észak-Amerikába az első három generációból terepjáró felszereltséggel is gyártottak Impreza modelleket Subaru Outback Sport néven. A negyedik generáció óta azonban a terepjáró verzió Subaru XV néven már világszerte megtalálható.
A Subaru első- és összkerékmeghajtással is gyártott Impreza modelleket. Az 1990-es évek vége óta csak korlátozott mennyiségben volt vásárolható az összekerékmeghajtású modell, éppen ezért az elsőkerékmeghajtású kategóriában az Impreza élpozícióba került a világpiacon. A Japánban gyártott modellek ennek ellenére mindkét verzióban elérhetőek.
A nemzetközi rallysportban a Subarunak visszamenő és jelentős történelme van. Group A  a Subaru Impreza a Legacy-t hivatott leváltani. 3 gyártói és 3 egyéni bajnoki címet szereztek az Imprezák a Subaru nemzetközi rally csapatának. Colin McRae, Richard Burns és Petter Solberg is Imprezával nyerte meg a világbajnokságot, de McRae az első bajnokságát egy '91-es, 2 literes turbós, Prodrive Legacy-val nyerte. Az Impreza típus különösen népszerű, főleg a rally rajongók körében.

## Első generáció (1992-2000)
A Subaru Impreza-t 1992 október 22-i bejelentése után novemberben kezdték forgalmazni . A márka első- és összkerékmeghajtással is kínálta az Imprezát, 4 ajtós szedán és 5 ajtós ferde hátú/kombi változatban is kapható volt; 1995-ben pedig megjelent a 2 ajtós kupé változat is. A kezdeti motorválaszték közé tartoztak az 1.6, 1.8 és 2.0 literes szívómotorok.
A Subaru később átváltott a boxer motor fejlesztésére az Imprezák számára. A boxer motor lényege, hogy a hengerek egymással szemben egy síkban helyezkednek el. A Subaru szerint a motor és a sebességváltó ezen konfigurációjával a gravitáció a karosszéria alsó-középső részét terheli, így minimalizálja a jármű dőlését, ellentétben a kiegyensúlyozott motorral rendelkező legtöbb autóval. Ez a konstrukció rendkívül egyenletes fordulatszámot, megbízhatóságot, és az alacsony súlypont következtében stabilabb, és optimális vezetési viszonyokat garantál. Az ilyen típusú hajtáslánc elrendezéssel nagyobb a nyomaték is, mivel az első meghajtó tengelyek egyenlő nehezek és hosszúak. Napjainkra már csaknem minden Subaru modellt boxer motorral gyártanak.
A Subaru Outback Sport modellt 1994-ben jelentették be Észak-Amerikában, az 1995-ös év Impreza L Sport Wagon (Impreza kombi) fejlesztett változataként. Felszereltségét tekintve a futómű magasságának emelésén kívül semmivel sem tért el az Impreza kombi változatától. A Subaru jelentősen magasabb eladási számot ért el az új Outback Sporttal, még az egyébként sikeres elődjéhez, a némileg kisebb Legacy-alvázra épült Outbackhez képest is. A 2.2 literes motorok első alkalommal kerültek tehát amerikai Impreza modellekbe. Hamarosan a választékot már a 2.5 literes motor is bővítette. Japánban ez a változat Subaru Impreza Gravel Express néven futott, WRX turbókompresszoros motorral. Azonban a második generációs Impreza megjelenésekor befejezték a Gravel Express gyártását, kereslet és eladás hiányában. Az amerikai modellek motorháztetején található légbeömlő csak díszként szolgált, feltehetőleg azért, mert ugyanazon a helyen gyártották őket, mint a japán, valós funkcióval rendelkező társait. Extraként lehetett kapni hozzá a műszerfalra egy 3 órás nyomtáv-csomagot, amelyben digitális iránytű, hő- és légnyomás, vagy magasságmérő volt.
Ezen generáció alatt a Subaru készített egy limitált számban gyártott Impreza Sport Wagon (kombi) modellt is, amely Subaru CasaBlanca néven futott. Az autó eleje és hátulja retrós benyomást kelt, és ezt változatot is lehetett WRX turbókompresszoros motorral vásárolni.
1997-ben az első generációs Impreza kapott egy faceliftet, amit egy új utastér dizájn követett 1998-ban - a Subaru Forester műszerfalát építették bele.

### WRX; STI
A Subarunak a kezdetektől 7 WRX változata volt, amelyek World Rally Cross autósportban szerepeltek. A "WRX" szót a Subaru a "World Rally eXperimental" rövidítéséből használja (sok helyen csak "World Rally Cross") 1992 óta napjainkig, rallysport inspirálta technológiák felhasználására autóikban - összkerékmeghajtás, merevített felfüggesztés és turbókompresszoros, négy hengeres motor. Az STI változatok forgalma napjainkig folyamatos. Alvázszám alapján az összes WRX változatot be lehet azonosítani: az 1992-2000 között gyártott WRX szedánok alvázszáma "GC8"-cal, a ferde hátúak "GF8"-cal kezdődnek; ezt követi egy betű A és G között. A kupé változatok is "GC"-vel kezdődnek, ez alól kivételek az amerikai modellek, melyek "GM"-mel.
1994-ben Japánban a Subaru bemutatta a "Subaru Tecnica International - STI" teljesítményváltozatokat a WRX számára. Az STI modellek többek között előre megtervezett teljesítmény-tuningolt motort, váltót és felfüggesztést kaptak. Az STI változatok a rallysportban hatalmas sikert arattak, amely hamar átterjedt az utcai versenyzésre is, viszont kizárólag Japán piacra gyártották őket. Míg az utcai Impreza és a WRX között külső átalakítások is láthatóak, a WRX és STI modellek között javarészt csak mechanikai fejlesztések vannak.

## Második generáció (2000–2007)
A Subaru 2000 augusztusában mutatta be az Impreza "Új Korszakát". Az új szedán modell 40 milliméterrel, míg a ferde hátú változat mindössze 5 milliméterrel lett szélesebb a korábbihoz képest - így szeparálva el a kettőt a japán kategóriaosztályozásban. A korábbi kupé karosszériastílust már nem ültették át az új generációba, viszont a terepjáró változat, már kontraszt színű lökhárítókkal felszerelve továbbra is Subaru Outback Sport néven futott Észak-Amerika piacán.
Az új generáció 1.5 literes (EJ15), 1.6 literes (EJ16), 2.0 literes (EJ20) és 2.5 literes (EJ25) boxer szívómotorokkal volt kapható. A 2.0 és 2.5 literes turbókompresszoros változatok pedig a WRX és WRX STI modelleket hajtották. A WRX STI modellek egy sokkal erősebb 2.5 literes, míg a WRX modellek 2.0 literes turbókompresszoros boxer motort használtak egészen 2005-ig, amikor az utóbbi is 2.5 literes turbofeltöltős motorra váltott.
Bár az "Új Korszak" lámpadizájnja egy lekerekített formával érkezett, az utólagos továbbfejlesztések a befogadó közönség számára népszerűbbé tették az új modellt. A Subaru 2004-ben az első lámpákat egy mutatósabb, szögletes formára cserélte. 2005-ben végül a Subaru Impreza egy egészen új arculatot kapott, a jellegzetes "repülőgép" hűtőrács dizájnnal együtt.
A második generációs Impreza egy rendhagyó rokona a Saab 9-2X, amelyet 2004 és 2005 között a Subaru gyártott. 2005 és 2006 között Észak-Amerikában kerültek piacra a Saab modelljei. A Saab dizájn stílusát kiegészítve a 9-2X modellek teljes első-hátsó karosszéria, és számos kisebb ecsetvonásnyi átalakítást kaptak.

### WRX
Akárcsak a sikeres első generációban, a Subaru ugyanúgy készített WRX és STI modelleket, számtalan limitált kiadású változatban is. Szinte évente folyamatos fejlesztések jelentek meg felszereltség, kozmetika, teljesítmény és a kezelés szempontjából is.

## Harmadik generáció (2007–2011)
A harmadik generációs Subaru Impreza bemutatójára 2007 április 2-án került sor a New York-ban megrendezett nemzetközi autókiállításon - a standard és turbofeltöltős WRX változatot is egyúttal. A harmadik generáció nagy teljesítményű WRX STI változata 2007 októberében debütált. Az új Impreza alapvetően 5 ajtós ferde hátú modellként jelent meg, a 4 ajtós szedán változat csak 2008-ban követte. A WRX változat 56 milliméterrel szélesebb karosszériával rendelkezik, és bár eredetileg a szélesített alváztípusra csak WRX STI változatokat építettek, később általánossá vált az összes WRX variáns számára.
Az új Impreza kicsivel szélesebb, hosszabb, és nagyobb tengelytávval rendelkezik elődjeihez képest. Két korábbi Subaru tradíció viszont megszűnt a harmadik generációban: a parkolólámpa a kormányoszlop tetejéről eltűnt, illetve az ablaküvegek keménysége, regzés- és hangcsillapítása is jelentős mértékben megnőtt. A Subaru nagy erőfeszítéseket tett az alváz súlyának csökkentése érdekében. A nagyobb méret, merevség és biztonsági felszereltség ellenére az autó súlya alig tér el a korábbi generációkéhoz képest. Az első kerékfelfüggesztés MacPherson támasztós felszerelést kapott, míg a hátsó egy új dupla-keresztlengőkaros felfüggesztést kapott. A biztonság érdekében az elektronikus menet stabilizáló az alap felszereltség részét képezi számos piacon. Az Amerikai Egyesült Államok IIHS (Insurance Institute for Highway Safety) törés-tesztjén az 5 ajtós Impreza a legmagasabb rangsorolásba került a biztonsági skálán. A 2009 és 2010-ben készült modellek egy új hűtőrácsbetét dizájnnal készültek.

## Motorsport
A Subaru a rali-világbajnokság futamain először a Legacy típusú autóit vetette be. Majd később az Impreza WRX-szel folytatták, és még napjainkban is e típussal versenyeznek (a subaru 2008 végén kiszállt a wrc sorozatból). A gyári versenyautókat a brit Prodrive cég építi, készíti fel és szervizeli a versenyek során.

## A Subaru név eredete
A Fuji Heavy Industries Ltd. (FHI) első elnökének, Kenji Kitá-nak határozott nézetei voltak az autókkal kapcsolatban."Ha valaki autót akar építeni, egyedülálló autót építsen." "A japán autóknak japán neve legyen". Mr. Kita szenvedélyesen akart személyautót gyártani, és ő lelkesedett leginkább a cég első személyautó prototípusáért, az 1954-es P-1-ért. Mr. Kita javaslatokat kért a cégen belül a P-1 elnevezésére, de egyik sem tetszett neki. Végül, Mr. Kita a szívében csendesen ápolgatott gyönyörű japán nevet adta az autónak - Subaru.
A Subaru a Bika (Taurus) csillagkép egyik csillaghalmazának neve. Csillagai közül hat szabad szemmel is látható, de kb. 250 kékes színű csillaga csak távcsővel. Nyugaton a halmazt Fiastyúknak nevezik, melynek neve Kínában Mao, Japánban pedig Subaru ("vezérel" vagy "összegyűjt"). Japánban még Mutsuraboshi ("hat csillag") néven is ismeretes, mely néven gyakran az igen régi japán dokumentumokban, mint pl. a Kojiki-ben és a Manyosyu-ban, valamint az irodalomban, mint a Makura-no-soshi-ban említik. A Subaru ősidők óta a japánok egyik legkedveltebb csillaghalmaza. Érdekességként, az FHI hat cég összeolvadásaként jött létre, így látható, hogy a Subaru valóban találó név.[forrás?]